# Sanopus barbatus
Sanopus barbatus är en fiskart som först beskrevs av Meek och Hildebrand 1928.  Sanopus barbatus ingår i släktet Sanopus och familjen paddfiskar. Inga underarter finns listade i Catalogue of Life.